# Claes Oldenburg
Claes Oldenburg (Stockholm, 28. siječnja, 1929.) je američki likovni umjetnik, švedskog podrijetla.

## Životopis
Oldenburg je sin švedskog diplomata koji se 1936. zajedno s obitelji nastanio u New Yorku, da bi nešto kasnije preselio u Chicago. Claes je studirao na Yaleu, te na Art Institute of Chichago. 1953. postaje američki državljanin, a 1956. odlazi u grad svojeg djetinjstva – New York gdje susreće Jima Dinea i Allana Kaprowa, začetnike happeninga.
Tijekom šezdesetih Oldenburga ponajviše intrigira problem međuodnosa između privatnog i javnog prostora, kao i brisanje granica između umjetnosti i svakodnevnoga života, kao i između publike i umjetnika. Tako 1960. nastaje instalacija Ulica, koju je Oldenburg postavio u newyorškoj Judson Memorial Church Gallery. Bila je to kaotična hrpa grubih antropomorfnih crteža na papiru pokupljenom s ulice. Ta instalacija, koja je osim zidova zauzimala i pod, asocirala je na kartonske nastambe u kojima žive klošari. I doista, u ciklusu happeninga Slike grada iz iste godine, Oldenburg se u toj svojoj ambijentalnoj instalaciji, stvarno i pojavljivao prerušen u klošara.
Tijekom zime 1961. – 1962., Oldenburg je na dva mjeseca zakupio dućanski prostor u jednoj od newyorških ulica s trgovinama jeftine robe. Tu je uredio svoj atelier, koji je odmah koncipirao kao dućan. Police je ispunio gipsanim modelima hrane i odjeće, koloriranim na tragu apstraktnog ekspresionizma, te ih ponudio na prodaju po pristupačnim cijenama. Radilo se zapravo o happeningu kojeg je Oldenburg izvodio pod pseudonimom Ray Gun. Oldenburg je nastojao ispitati kakav će biti odnos „običnog čovjeka“ prema njegovim kreativnim modelima predmeta iz svakidašnjice. Došao je do zaključka da su ih ljudi percipirati upravo onako kako se nadao: kao skulpture, koje su u svojim domovima postavljali na način na koji se to čini s klasičnim skulpturama, te su ih čak na sličan način unaprijed naručivali od umjetnika. Svoja iskustva s ovog maratonskog happeninga, kao i s onog Slike grada iz prethodne godine, Oldenburg je objavio 1967. u monografiji pod nazivom Store Days (Dućanski dani). U njoj je među ostalim zapisao: „Dućan je, kao i Ulica, ambijentalna forma. Na neki način riječ je o istoj stvari, jer su neke ulice i trgovi zapravo dućani na otvorenom. A dućani su mjesta gdje se privatne želje prepliću s javnom sferom konzumacije.“
Istom tematikom međuodnosa konzumacije, te javnog i privatnog prostora, Oldenburg se pozabavio u trima ambijentima pod nazivom Spavaća soba, koji predstavljaju vjerne kopije različitih motelskih spavaćih soba, koje su Oldenburga tematski zaintrigirale tijekom njegova puta u Los Angeles 1963. – 1964. Prema kritičaru Lawrencu Allowayu, jednom od najboljih poznavatelja pop arta, ti interijeri odražavaju fetišizam i higijenu američkog načina života; riječ je o monumentalnim ostvarenjima pop arta, fokusiranim na stvari, a ne na ljude, što je osobito značajno jer se radi o spavaćim sobama, tj. najintimnijim ljudskim prostorima.
Oldenburg je međutim širem krugu publike zacijelo najpoznatiji po svojim objektima koji prikazuju enormno uvećane predmete iz svakidašnjega života: telefone, bejzbol palice i sl. ili ogromne hamburgere, kornete za sladoled, kolače,  pržene krumpiriće kako se prosipaju iz škrnicla i sl. Oduševljen američkim načinom života, Oldenburg je tu svoju populističku umjetnost definirao ovako: 
„Ja sam za umjetnost donjeg rublja i umjetnost taksija. Ja sam za umjetnost korneta za sladoled ispuštenih na beton. Ja sam za umjetnost psećeg izmeta koji se diže poput katedrale.“
Na tragu tih i takvih razmišljanja, Oldenburg je poglavarstvima mnogih američkih i europskih gradova ponudio svoja spomenička rješenja, koja su u početku redovito bila ismijavana (poput njegova prijedloga da se vašingtonski obelisk ukloni i da se na njegovu mjestu postavi nekoliko desetaka metara visoki model škara), no neka od njih su kasnije ipak realizirana (poput njegova Palog korneta, postavljenog 2001. na krov trgovačkog centra u Kölnu. 
Te monumentalne Oldenburgove skulpture zapravo su spomenici konzumerizmu i konceptu potrošačkog društva u cjelini, te njihov autor smatra da bi takvi spomenici trebali zamijeniti konjaničke i druge klasične spomenike s gradskih ulica i trgova.